# Jacinto Inácio Flach
Jacinto Inácio Flach (ur. 26 lutego 1952 w Bom Princípio) – brazylijski duchowny katolicki, biskup Criciúmy od 2009.

## Życiorys
Święcenia kapłańskie przyjął 7 maja 1988 i został inkardynowany do archidiecezji Porto Alegre. Pracował jako wykładowca i ojciec duchowny w seminarium w Viamão.
12 listopada 2003 papież Jan Paweł II mianował go biskupem pomocniczym archidiecezji Porto Alegre oraz biskupem tytularnym Gummi in Proconsulari. Sakry udzielił mu 5 lutego 2004 metropolita Porto Alegre - arcybiskup Dadeus Grings. On też przydzielił mu rolę wikariusza biskupiego dla rejonu Guaíba.
16 września 2009 papież Benedykt XVI mianował go biskupem ordynariuszem diecezji Criciúma. Ingres odbył się 13 listopada 2009.